# Podprefektura Boganangone
Podprefektura Boganangone – jednostka podziału administracyjnego w Republice Środkowoafrykańskiej, w prefekturze Lobaye. Stolicą oraz jedynym miastem podprefektury jest Boganangone.
Podprefektura liczy 24,5 tys. mieszkańców (2003).